# Miniopterus majori
Miniopterus majori är en fladdermusart i familjen läderlappar som först beskrevs av Thomas 1906. Populationen listades fram till 1995 som underart eller synonym till Schreibers fladdermus (Miniopterus schreibersii).
Arten väger i genomsnitt 11,5 g. Den mjuka och täta pälsen har en brun färg. Typiskt är det kupolformade huvudet. Miniopterus majori har ganska små ögon och öron med vita kanter.
Denna fladdermus förekommer på östra och södra Madagaskar. Den lever i låglandet och i bergstrakter mellan 15 och 1550 meter över havet. Habitatet utgörs bland annat av fuktiga skogar och av halvtorra buskskogar med växter som har taggar. I äldre avhandlingar finns uppgiften att arten även förekommer på Komorerna. Det var troligen individer från Madagaskar som fick en felaktig ursprungsbeskrivning.
Under jakten flyger arten snabb och byten fångas i luften.
Individerna vilar i grottor tillsammans med andra fladdermöss av samma släkte som Miniopterus manavi, Miniopterus gleni och Miniopterus sororculus. Arten är bara måttlig hotad av jakt och av störningar i grottorna. IUCN listar Miniopterus majori som livskraftig (LC).